# Ophiorrhiza fasciculata
Ophiorrhiza fasciculata là một loài thực vật có hoa trong họ Thiến thảo. Loài này được D.Don mô tả khoa học đầu tiên năm 1825.